# シャルル4世 (アランソン公)

アランソン公・アルマニャック伯としてのシャルル4世の紋章

シャルル4世・ダランソン（Charles IV d'Alençon）またはシャルル4世・ド・ヴァロワ（Charles IV de Valois, 1489年9月2日 - 1525年4月11日）は、アランソン公（在位：1492年 - 1525年）。アランソン公ルネと福女マルグリット・ド・ロレーヌ（ロレーヌ公ルネ2世の妹）の息子。

## 生涯
父の死により1492年に幼くしてアランソン公、ペルシュ伯、アルマニャック伯などを継承した。
1509年、アングレーム伯フランソワ、のちのフランス王フランソワ1世の姉マルグリット・ダングレームと結婚した。2人の間に子供はなかった。
シャルルはノルマンディー総督に任命され、1515年にマリニャーノで戦い、1521年には帝国の侵略からシャンパーニュを守った。1525年、シャルル4世は義弟フランソワ1世に従ってイタリアへ出征したが、フランソワ1世はパヴィアの戦いで神聖ローマ皇帝兼スペイン王カール5世の捕虜となった。シャルル4世は帰国したが、王を捕虜にされた責任を糾弾され、ほどなく死去した。

## 死後
シャルル4世の死後、妻マルグリットは夫の妹であるフランソワーズ・ダランソンを差し置いて、亡夫の称号の多くを継承した。
シャルル4世はヴァロワ家の分枝ヴァロワ＝アランソン家の当主であり、フランソワ1世の家系ヴァロワ＝アングレーム家に男子が絶えればサリカ法によりフランス王位を継承しうる立場にあった。しかしシャルル4世が嗣子を残さずに早世し、他に男子がなかったため、アランソン家が先に断絶した。代わって妹フランソワーズの嫁ぎ先であるブルボン＝ヴァンドーム家が、ヴァロワ＝アングレーム家に次ぐ王位継承権を有する家系となった。
のちに未亡人マルグリットが再婚してもうけた娘ジャンヌ・ダルブレとフランソワーズの息子ヴァンドーム公アントワーヌが結婚し、ブルボン朝初代の王となるアンリ4世が生まれている。